# Abhidharma
Abhidharma är en kategori skrifter inom buddhismen som kommenterar, utvecklar och systematiserar de andra skrifterna i den buddhistiska skriftkanon, sutrorna och vinaya. Olika inriktningar utvecklade olika abhidharmor, och en del refererade även till sina abhidharmor som den "högre läran". 